# 黒島旅客船
黒島旅客船有限会社（くろしまりょかくせん）は、長崎県佐世保市に本社のある海運会社である。佐世保市の離島である高島、黒島と九州本土の相浦桟橋を連絡する定期航路を運航している。

## 概要
1972年(昭和47年)、高島旅客船有限会社の運航する相浦 - 高島の航路(一日一往復)と、黒島漁業協同組合の運航する相浦 - 黒島(一日二往復)の航路を統合し、運航を開始した。当初は黒島漁協の「くろしま丸」を継承し、一日三往復の運航であった。
その後、1980年(昭和55年)に「フェリーくろしま(初代)」が就航し、フェリー化されている。
2013年(平成25年)に並行する個人経営のRo-Ro船(貨物フェリー)「睦丸」が廃業し、2023年(令和5年)現在は両島唯一の定期航路となっている。

## 航路
- 相浦 - 高島 - 黒島

距離17km、所要時間50分
一日3往復。多客期は4往復に増便される。
佐世保発着への変更も検討されたものの、基本的に1972年から大きな変化はない。

## 船舶

### 運航中の船舶

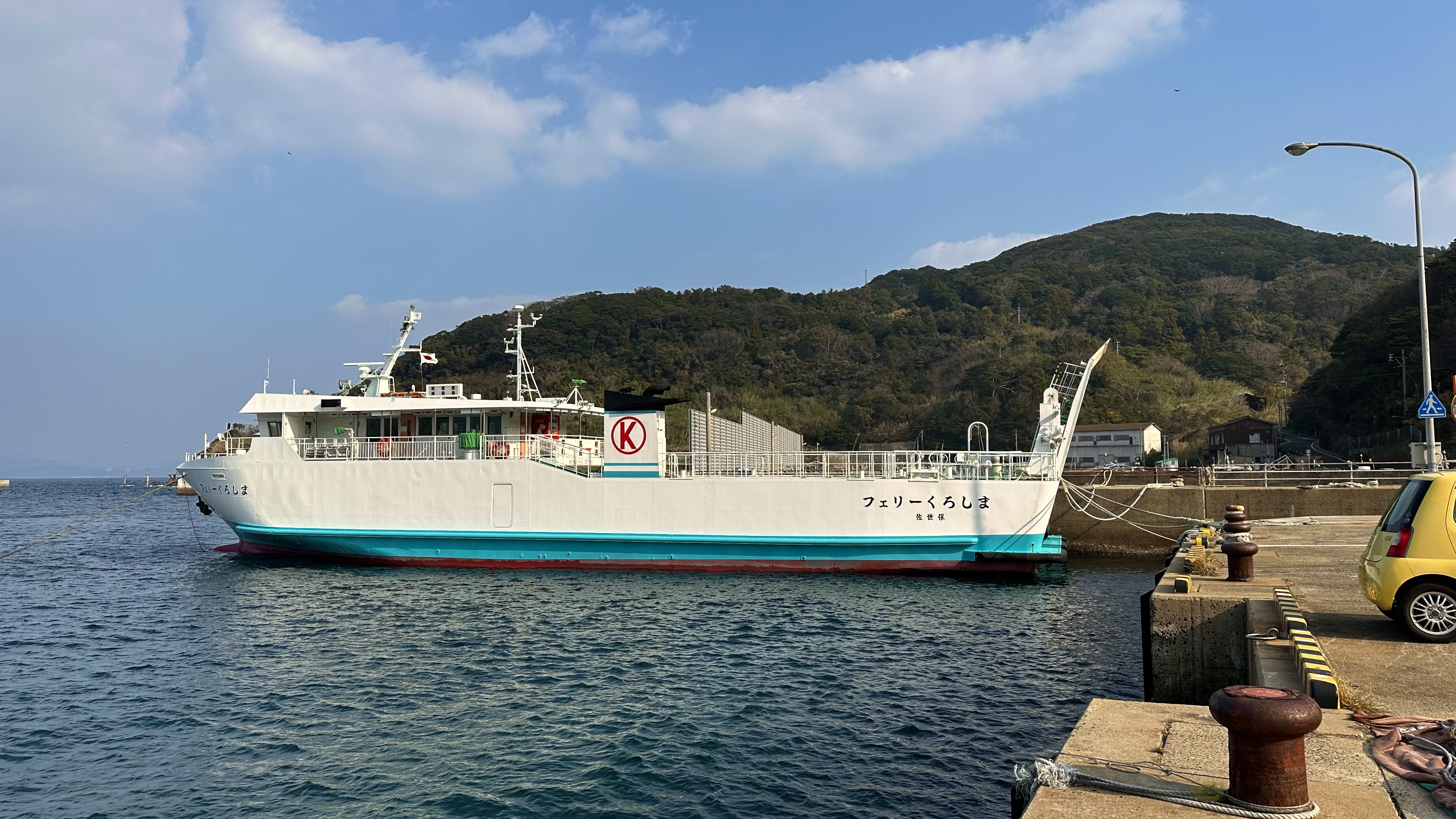
フェリーくろしま(2代)

- フェリーくろしま (2代・フェリー)[4]

井筒造船所建造、2015年10月就航。
182総トン、全長34.50m、型幅9.00m、型深さ3.30m、ディーゼル、航海速力12.0ノット、旅客定員130名、乗用車10台。
鉄道建設・運輸施設整備支援機構共有、バリアフリー対応。

### 過去の船舶

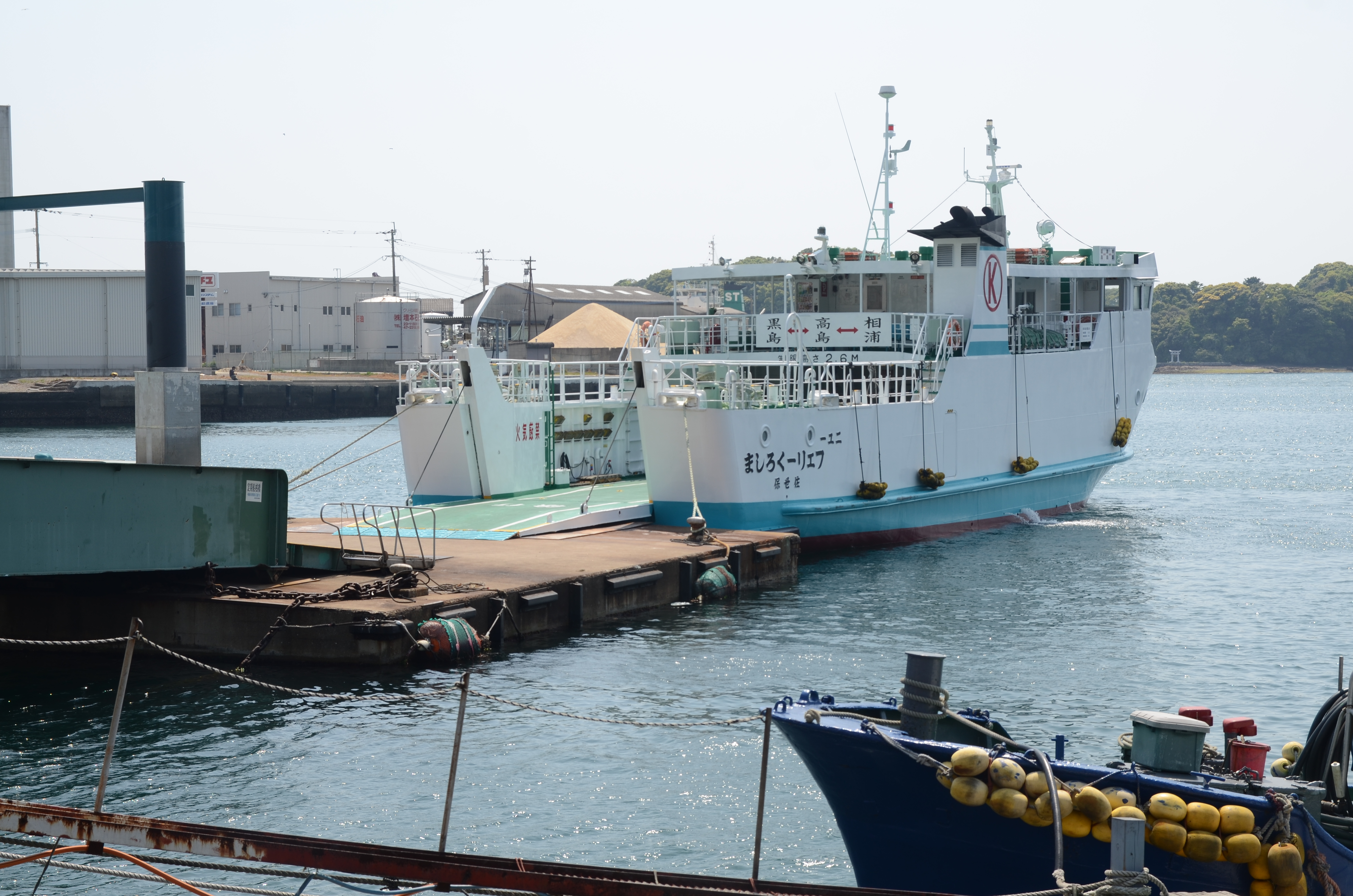
ニューフェリーくろしま

- くろしま丸 (旅客船)[5]

1965年5月進水。もと黒島漁業協同組合。
57.82総トン、ディーゼル1基、機関出力180ps、航海速力10.7ノット、旅客定員110名。
- フェリーくろしま (初代・フェリー)[6]

向井造船所建造、1980年5月竣工。航路初のカーフェリー。
131.62総トン、登録長25m、型幅7m、型深さ2.7m、ディーゼル1基、機関出力600ps、航海速力11ノット、旅客定員150名、乗用車5台。
船舶整備公団との共有船。
- ニューフェリーくろしま (フェリー)[7]

向井造船所建造、1996年3月竣工、同4月就航。
198総トン、全長35.50m、型幅8.20m、型深さ3.35m、ディーゼル1基、機関出力1,200ps、航海速力12.14ノット、旅客定員200名、乗用車5台、トラック2台。